# 鄭廷實
鄭廷實，字礼贤，福建永福縣（今福州市永泰縣）人。明初官員。

## 生平
洪武四年（1371年）辛亥，明朝首開會試，鄭廷實考中吳伯宗榜三甲進士。官山東曲阜縣縣丞。